# Raúl Silva Henríquez
Raúl Silva Henríquez, SDB (27 de setembro de 1907 – 9 de abril de 1999) foi um prelado chileno da Igreja Católica, cardeal desde 1962. Ele serviu como arcebispo de Santiago do Chile de 1961 a 1983.

## Biografia
Raúl Silva Henríquez nasceu em 27 de setembro de 1907 na cidade chilena de Talca. Era o 16º dos dezenove filhos do casal formado pelos Srs. Ricardo Silva Silva e Mercedes Henríquez Encina. Seu pai era um rico fazendeiro na zona central do Chile, razão pela qual a família Silva Henríquez gozava de grande prosperidade econômica. Desta forma, e porque seu pai era um fervoroso católico e político conservador da época, o pequeno Raúl ingressou, em 1918, no Liceu Blanco Encalada de Talca (atual Colégio De La Salle), dirigido pelos Irmãos das Escolas Cristãs. Após terminar o curso preparatório, o jovem Silva Henríquez fez dois cursos de humanidades. Em 1920, chegou a hora de emigrar de Talca, razão pela qual seu pai o matriculou no Liceu Alemão, dirigido pelos Padres do Verbo Divino, na capital, Santiago.
Em 1922, quando se formou no Liceu A-39, sentiu-se tentado a estudar Arquitetura, mas decidiu estudar Direito, ingressando na Pontifícia Universidade Católica do Chile com apenas 16 anos. No terceiro ano do curso, decidiu dedicar seu futuro à vida sacerdotal. Inicialmente, seu orientador espiritual foi o reitor da universidade, Monsenhor Carlos Casanueva, que o aconselhou a ingressar no seminário diocesano e fazer parte do clero secular. No entanto, o jovem estudante não ficou totalmente convencido com a ideia e decidiu que o ideal era ingressar na Companhia de Jesus. Todavia, devido aos múltiplos obstáculos que encontrou para ingressar na ordem, seu colega e amigo universitário Luis Felipe Letelier recomendou-lhe que fosse ao padre salesiano Valentín Panzarasa. Em dezembro de 1926, os dois foram juntos ao colégio Patrocinio San José, situado ao pé do morro San Cristóbal, para falar com o religioso sobre a vocação sacerdotal de Silva Henríquez. A partir desse momento, o Pe. Panzarasa passou a ser o seu mentor.
Em primeira instância, seu pai recomendou que ele terminasse os estudos de Direito, que concluiu em 1929, quando se formou advogado com a tese denominada Atribuições Modais.
Em janeiro de 1930, ingressou no noviciado da Congregação Salesiana de Macul. Estudou Filosofia no Chile e depois doutorou-se em Teologia e Direito Canônico no Estudantado Internacional de Turim da Congregação Salesiana. Foi ordenado sacerdote em 4 de julho de 1938 pelo cardeal Dom Maurilio Fossati, arcebispo de Turim. Retornou ao Chile no final de 1938, e passou a ocupar as cadeiras de Direito Canônico, Teologia Moral e História Eclesiástica no Teologado Salesiano de Santiago.
Trabalhou como palestrante e diretor em várias instituições de sua ordem. Em 1945, ele fundou a Federação de Escolas Católicas no Chile e tornou-se seu primeiro presidente. Na década de 1950, fundou o Instituto Católico Chileno de Assuntos de Refugiados e por muito tempo serviu como Vice-Presidente da Associação Internacional Cáritas.
Em 1959, foi nomeado pelo Papa João XXIII como bispo de Valparaíso. A ordenação episcopal recebeu Raúl Silva Henríquez em 29 de Novembro de 1959, pelo núncio apostólico no Chile, Dom Opilio Rossi.
Em Santiago, ele rapidamente estabeleceu sua reputação como defensor de reformas sociais imediatas e de longo alcance. Ele distribuiu terras em grandes propriedades pertencentes à Igreja aos camponeses que trabalhavam nelas camponeses, dizendo que “Estas terras têm servido a Deus por muito tempo, mas acredito que as necessidades dos trabalhadores dessas terras são maiores".
Quando Fidel Castro visitou o Chile em 1972, Silva deu-lhe 10 mil bíblias para distribuir em Cuba.
Em 1961, o Papa confiou-lhe a liderança da Arquidiocese de Santiago de Chile, em 19 de março de 1962, ele tomou isso como um padre cardeal com a igreja titular de San Bernardo alle Terme no Colégio dos Cardeais. Raúl Cardeal Silva Henríquez tornou-se Presidente da International Caritas Association em outubro de 1962. No mesmo ano ele participou do Concílio Vaticano II (até 1965). Ele participou do conclave do ano em 1963 e representado no período seguinte o Papa em numerosas celebrações como legado papal. Raúl Cardeal Silva Henríquez recebeu o Prêmio de Direitos Humanos do Congresso Judaico Latino-americano em 1971. Durante a ditadura militar no Chile, ele estava comprometido com a defesa dos direitos humanos. Em 1978 foi agraciado com o Prêmio dos Direitos Humanos das Nações Unidas, em 1979 ele foi premiado com o Prêmio Bruno Kreisky para Serviços para os Direitos Humanos premiados.
Acredita-se que Silva tenha desempenhado um papel fundamental em persuadir os governos do Chile e da Argentina a permitir que o Papa João Paulo II mediasse sua disputa de fronteira e evitasse a guerra em 1978.
Depois da morte do Papa Paulo VI ele participou dos dois conclaves do ano de 1978. Em 1983, Raúl Cardeal Silva Henríquez renunciou ao cargo de chefe da Arquidiocese de Santiago do Chile. Em 1992, ele participou da quarta conferência geral do Episcopado Latino-Americano em Santo Domingo.

Ele morreu em 9 de abril de 1999 em Santiago do Chile e foi enterrado na catedral local. O governo do Chile declarou cinco dias de luto nacional após sua morte e o presidente Eduardo Frei disse que a morte de Silva foi "uma dor profunda para toda a nação".